# Väderöbod
Väderöbod är en ö och en fyrplats i södra delen av Väderöarkipelagen i Tanums kommun.
Den kraftigt ökande sjöfarten under 1800-talet i kombination med många grundstötningar visade på ett stort behov att underlätta navigationen runt Sveriges kuster. Överfyringenjören för Fyr- och båkinrättningen, Gustav von Heidenstam, föreslog 1863 inrättande av en lång rad nya fyrar längs Bohuskusten: Väderöarna, Hållö, Måseskär och Hamneskär vid Marstrand. 
För Väderöarna hade den sydligaste ön, Guleskär, valts som plats för den nya fyren. Närmare undersökningar på plats visade dock att förhållandena på Guleskär var sådana att det i stort sett var omöjligt att bygga en fyr på holmen. Ön var knappt möjlig att angöra ens i gott väder. I stället valdes ön Väderöbod, strax norr om Guleskär, som plats för den nya fyren. Fyren, en 19 meter hög fackverkskonstruktion ritad av Gustav von Heidenstam, togs i drift 1867. Fyren tändes första gången natten till den 23 september. Då bodde på ön en fyrmästare, C W Söderberg, samt två fyrbiträden med familjer i de två bostadshusen.
Den gamla fyren togs ur bruk vid årsskiftet 1964–1965, då en 19 meter hög fyr av betong ersatte Heidenstammaren. Den nya fyren var orangemålad med svart mittsektion. Eftersom den nya fyren automatiserades och elektrifierades, fick en elkabel dras från fastlandet till Väderöarna.
Vid årsskiftet 1965–1966 flyttade den sista fyrvaktaren från ön. År 1970 sprängdes den gamla fyren loss från berget och skrotades. Lanterninen togs dock om hand och finns hos hembygdsföreningen på Nestorsgården i Fjällbacka.
Ursprungligen fick den nya fyren karaktären LFl WRG 8s 16M. Fram till år 2000 drevs den med elektricitet via en 50kV kabel från land och hade dessutom ett reservsystem drivet av acetylen samt en yttre fasadbelysning. Senare installerades Racon med karaktären (            ) 30s. I samband med att fyren byggdes om till solcellsdrift år 2000, ändrades lampeffekten till 20 W och lysvidden sjönk till hälften. Dessutom togs fasadbelysningen bort. 2009 beslöt Sjöfartsverket att Väderöbod tillhörde de Svenska angöringsfyrar som kunde läggas ner.
15 september 2010 sålde Sjöfartsverket Väderöbods fyr till den ideella Föreningen Väderöbod för en krona. Föreningen övertar frivilligt underhåll och drift för att fortsätta den kulturgärning man började 1979 när arbetet att renovera och underhålla fyrplatsbebyggelsen började.
I samband med Sjöfartsverkets nedläggning av verksamheten byggdes fyren om för 6 W lysdiod-ljus (LED), de röda och gröna sektorerna ersattes av runtom lysande vitt ljus, lysvidden sänktes till 6 nautiska mil och raconen togs bort.
Väderöbod omfattar ca 80 000 m² och karaktäriseras av drygt 20 meter höga bergsformationer högst i sydväst. Den bergiga och kala terrängen är mycket kuperad med breda klyftor och skrevor som genombryter hela ön. Mot västsidan stupar ön brant ner i havet. Marken och samtliga byggnader med undantag av det nya fyrtornet överfördes 1973 till Naturvårdsverket och ön förvaltades ursprungligen av Domänverket. Under en kortare tid förvaltades ön av Länsstyrelsen men sedan 1997 ligger ansvaret på Statens Fastighetsverk. Nordvästra halvan av ön utgör ett fågelskyddsområde och under perioden 1 april till 15 augusti råder där tillträdesförbud. Den andra delen av ön är tillgänglig för allmänheten.

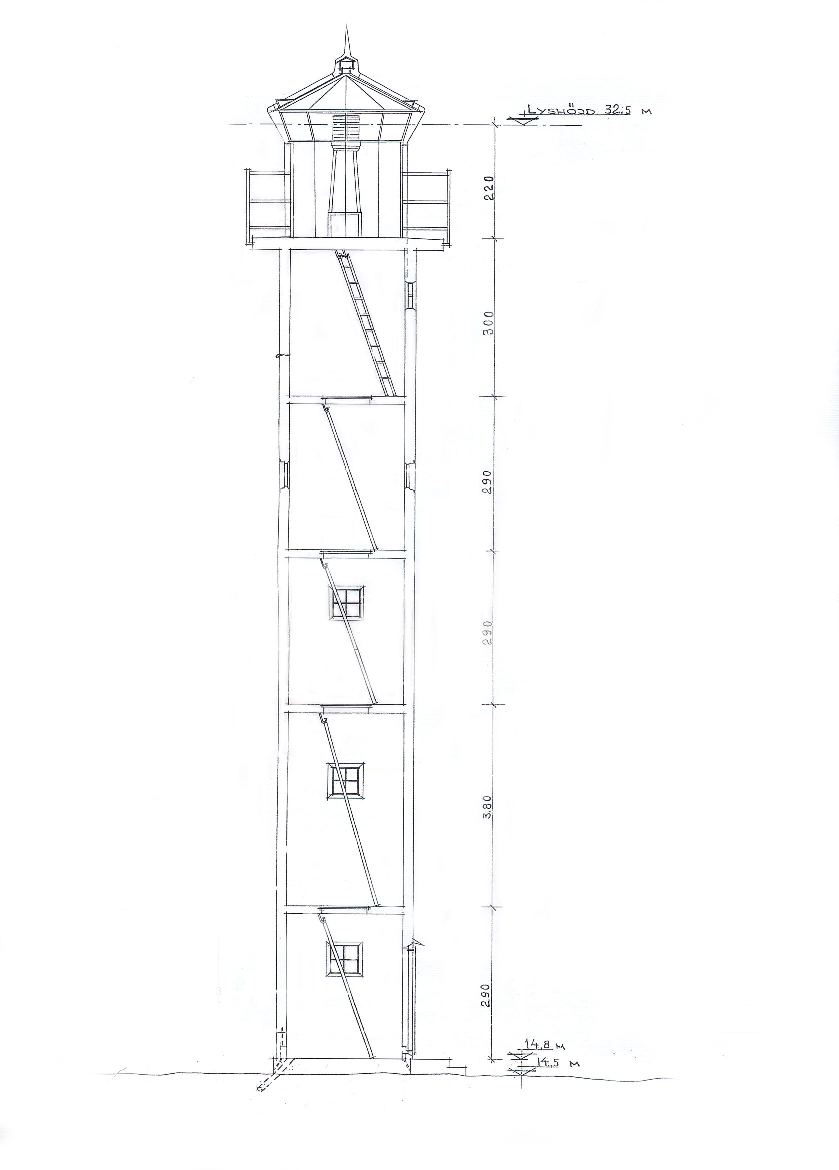
Ritning (tvärsnitt) Väderöbods fyr byggd 1964
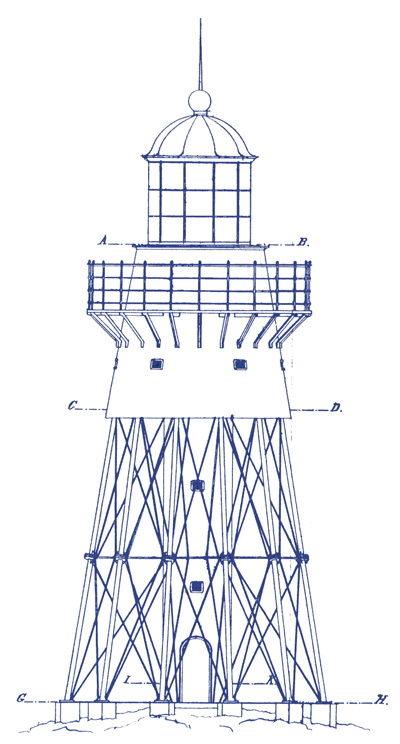
Väderöbod fyr, från originalritningen från 1865